# Bob Wollek
Robert Jean Wollek (4 de noviembre de 1943, Estrasburgo, Francia – 16 de marzo de 2001), más conocido como Bob Wollek, fue un piloto de automovilismo y esquiador francés. Se destacó en sport prototipos y gran turismos, disciplinas en las que obtuvo cuatro victorias en las 24 Horas de Daytona de 1983, 1985, 1989 y 1991, un triunfo en las 12 Horas de Sebring de 1985, seis podios absolutos y tres victorias de clase en las 24 Horas de Le Mans, y dos títulos en el Deutsche Rennsport Meisterschaft (DRM) 1982 y 1983.
Wollek murió a la edad de 57 años al ser embestido en la vía pública mientras conducía una bicicleta en Sebring previo a las 12 Horas de Sebring.

## Carrera deportiva
Wollek practicó esquí en alta competencia, obteniendo medallas de oro en las Universiadas de 1966 y de plata en 1968 como parte de la selección francesa. Mientras entrenaba para competir en los Juegos Olímpicos de Grenoble 1968, sufrió un accidente que le causó lesiones graves que truncaron su carrera en esquí.
El francés ya había disputado algunas carreras de rally previo a su lesión como pasatiempo. En 1968, resultó segundo en el Volante Shell y ganó el Trofeo Alpine Le Mans. Eso le permitió debutar en las 24 Horas de Le Mans con un Alpine A210, resultando segundo en la clase de prototipos de 1,3 litros.
En 1969 y 1970, Wollek disputó la Fórmula 3 Francesa; también disputó las 24 Horas de Le Mans de 1969 con un Alpine A210. En 1971 disputó distintos torneos de Fórmula 2. El piloto participó en la Fórmula 2 Europea en 1972 con el equipo Rondel, de Ron Dennis, resultando séptimo con una victoria y tres podios. En 1973 consiguió una victoria y tres podios, por lo que terminó sexto en la tabla de posiciones de la Fórmula 2 Europea.
En paralelo, disputó las 24 Horas de Le Mans de 1973 para el equipo oficial Matra Simca, cvorrió el Rally de Montecarlo con un Alpine-Renault A110, y participó en algunas fechas del Campeonato Europeo de Turismos con un BMW 3.0 CSL para Schnitzer. Al no poder conseguir butaca en la Fórmula 1, Wollek centró su carrera deportiva en sport prototipos.
En 1974 disputó nuevamente las 24 Horas de Le Mans para Matra Simca. El piloto corrió la edición 1975 de la carrera con un gran turismo, más concretamente un Porsche 911 del equipo Buchet.
Por otra parte, Wollek comenzó a disputar el DRM para el equipo Kremer. En 1975, obtuvo una victoria y tres podios al volante de un Porsche 911. En 1976, consiguió tres victorias y siete podios en dicho certamen, ahora pilotando un Porsche 934 (la versión de carreras del Porsche 911 Turbo del Grupo 4), de modo que finalizó tercero por detrás de Hans Heyer y Klaus Ludwig. El francés también disputó las 24 Horas de Le Mans con un Porsche 934 de Kremer, resultando 19.º absoluto y cuarto en la clase GT.
Wollek consiguió cuatro triunfos y nueve podios en el DRM 1977, en este caso con un Porsche 935 (el Porsche 911 Turbo adaptado al Grupo 5). Sin embargo, Rolf Stommelen lo relegó al subcampeonato. Ese mismo año, llevó a un Porsche 934 a la victoria en la clase GT y la séptima posición absoluta en las 24 Horas de Le Mans, siempre como piloto de Kremer.
El francés acumuló cuatro victorias y seis podios en el DRM 1978, continuando con el Porsche 935. No obstante, se le escapó el título nuevamente y quedó tercero, siendo superado por Harald Ertl y Toine Hezemans. Asimismo, el equipo oficial Porsche contrató a Wollek para pilotar un Porsche 936 de la clase principal de sport prototipos junto a Jacky Ickx y Jürgen Barth. El piloto resultó segundo absoluto, aunque a cinco vueltas del Renault Alpine ganador.
Wollek dejó Kremer por Galo para la temporada 1979. El piloto resultó cuarto en el DRM, al sumar siete podios pero una sola victoria, siempre a los mandos de un Porsche 935. Nuevamente disputó las 24 Horas de Le Mans con un Porsche 936 oficial, en esta caso acompañado de Hurley Haywood, debiendo abandonar. El francés resultó sexto en el DRM 1980, logrando una victoria y seis podios con su Porsche 935 de Gelo. Acompañado de Helmut Kelleners, corrió las 24 Horas de Le Mans para dicho equipo, abandonando nuevamente.
Kremer contrató nuevamente a Wollek para disputar el DRM 1981. Cosechó tres victorias y diez podios en la división 1 con su Porsche 935, pero Ludwig dominó la división 2 y se llevó el título. Asimismo, pilotó un Porsche 917 en las 24 Horas de Le Mans para Kremer, aunque abandonó.
El DRM dejó de combinar las clasificaciones de las distintas divisiones en 1982. Wollek cambió al equipo Joest, con el cual logró tres victorias y ocho podios con un Porsche 936, obteniendo el título. También disputó las 24 Horas de Le Mans para Joest con al mismo automóvil, debiendo abandonar. En 1983 pasó a correr con el nuevo Porsche 956. Continuando en Joest, defendió el título en el DRM con cuatro victorias en cinco carreras disputadas. Simultáneamente, disputó el Campeonato Mundial de Resistencia, resultando quinto con un triunfo, tres podios, y un sexto puesto en las 24 Horas de Le Mans.
En 1984, Wollek dejó de correr para Porsche, e ingresó a Martini Racing, el equipo oficial de Lancia en el Campeonato Mundial de Resistencia, donde terminó 29º con un podio. El piloto resultó quinto en 1985, con una victoria, un tercer puesto y un sexto en las 24 Horas de Le Mans. Ese mismo año, fue octavo en el Campeonato IMSA GT con un Porsche 962 de la clase GTP, logrando tres victorias y siete podios.
El francés volvió a correr para Porsche en 1986, tanto en el Campeonato Mundial de Resistencia como el Campeonato IMSA GT. En el primero, ganó una carrera y finalizó 13.º. En el segundo, terminó séptimo con dos victorias y cuatro podios. En 1987 desarrolló un programa similar: fue 13.º en el Campeonato IMSA GT con un podio, y disputó el Campeonato Mundial de Resistencia sin lograr podios, en ambos casos con un Porsche 962. Con el mismo automóvil, fue subcampeón de la Supercopa Alemana.
Wollek continuó corriendo con un Porsche 962 en diversos torneos del año 1988: fue noveno en el Campeonato Mundial de Resistencia con tres podios, 12.º en el Campeonato IMSA GT con tres podios, y subcampeón de la Supercopa Alemana. El piloto volvió a triunfar al volante del Porsche 962 en 1989: ganó dos veces en el Campeonato IMSA GT para resultar séptimo, consiguió una victoria en el Campeonato Mundial de Resistencia para Joest, finalizando exto, y fue campeón de la Supercopa Alemana. En el marco del Campeonato Mundial de Resistencia, llegó tercero en las 24 Horas de Le Mans junto a Hans-Joachim Stuck.
El piloto centró su actividad en el Campeonato Mundial de Resistencia para la temporada 1990. Sin embargo, no logró ningún podio con su Porsche 962 del equipo Joest, y resultó 18.º en el campeonato. En paralelo, corrió algunas carreras del Campeonato IMSA GT y el Campeonato Japonés de Sport Prototipos.